# Seznam gradov na Nizozemskem
Seznam gradov na Nizozemskem po provincah:

## Pregled po Nizozemskih provincah

### Drenthe
Glej tudi Seznam graščin v Drentheju
| Grad           | Lokacija           | Slika |
| -------------- | ------------------ | ----- |
| Grad Coevorden | Coevorden, Drenthe |       |

### Flevoland
| Grad        | Lokacija          | Slika |
| ----------- | ----------------- | ----- |
| Grad Almere | Almere, Flevoland |       |

### Frizija
Glej Seznam stinnov v Friziji

### Gelderland
| Grad                      | Lokacija                                                              | Slika |
| ------------------------- | --------------------------------------------------------------------- | ----- |
| Grad Ammersoyen           | Ammerzoden, Gelderland 51°45′06″N 5°13′45″E / 51.75167°N 5.22917°E    |       |
| Grad Batenburg            | Batenburg, Gelderland 51°49′25″N 5°37′52″E / 51.82361°N 5.63111°E     |       |
| Grad Bemmel               | Bemmel, Gelderland 51°53′33″N 5°53′44″E / 51.89250°N 5.89556°E        |       |
| Grad Bergh                | 's-Heerenberg, Gelderland 51°52′27″N 6°14′27″E / 51.87417°N 6.24083°E |       |
| Grad Biljoen              | Rheden, Gelderland 51°59′48″N 5°59′33″E / 51.99667°N 5.99250°E        |       |
| Grad Blankenborg          | Beuningen, Gelderland 51°51′52″N 5°46′12″E / 51.86444°N 5.77000°E     |       |
| Grad Brakel               | Brakel, Gelderland 51°49′01″N 5°05′56″E / 51.81694°N 5.09889°E        |       |
| Grad Cannenburgh          | Vaassen, Gelderland 52°17′30″N 5°58′00″E / 52.29167°N 5.96667°E       |       |
| Grad Doddendael           | Ewijk, Gelderland 51°52′27″N 5°44′51″E / 51.87417°N 5.74750°E         |       |
| Grad Doornenburg          | Doornenburg, Gelderland 51°53′37″N 5°59′56″E / 51.89361°N 5.99889°E   |       |
| Grad Doorwerth            | Doorwerth, Gelderland 51°58′00″N 5°47′20″E / 51.96667°N 5.78889°E     |       |
| Grad Goudenstein          | Haaften, Gelderland 51°49′00″N 5°13′00″E / 51.81667°N 5.21667°E       |       |
| Grad Hackfort             | Vorden, Gelderland 52°06′00″N 6°16′37″E / 52.10000°N 6.27694°E        |       |
| Grad Hatert               | Nijmegen, Gelderland 51°48′32″N 5°49′09″E / 51.80889°N 5.81917°E      |       |
| Grad Hernen               | Hernen, Gelderland 51°50′4″N 5°40′35″E / 51.83444°N 5.67639°E         |       |
| Lovski grad Sint Hubertus | Otterlo, Gelderland 52°07′18″N 5°49′58″E / 52.12167°N 5.83278°E       |       |
| Grad De Kelder Grad Hagen | Doetinchem, Gelderland 51°59′22″N 6°16′13″E / 51.98944°N 6.27028°E    |       |
| Grad Keppel               | Laag-Keppel, Gelderland 51°59′37″N 6°13′38″E / 51.99361°N 6.22722°E   |       |
| Grad Kinkelenburg         | Bemmel, Gelderland 51°53′23″N 5°53′46″E / 51.88972°N 5.89611°E        |       |
| Grad Heukelum             | Heukelum, Gelderland 51°52′40″N 5°05′24″E / 51.87778°N 5.09000°E      |       |
| Grad Loevestein           | Poederoijen, Gelderland 51°48′59″N 5°01′14″E / 51.81639°N 5.02056°E   |       |
| Grad Malsen Grad Well     | Well, Gelderland 51°44′47″N 5°12′24″E / 51.74639°N 5.20667°E          |       |
| Grad Middachten           | De Steeg, Gelderland 52°01′09″N 6°04′11″E / 52.01917°N 6.06972°E      |       |
| Grad Het Oude Loo         | Apeldoorn, Gelderland 52°14′07″N 5°56′32″E / 52.23528°N 5.94222°E     |       |
| Grad Nederhemert          | Nederhemert, Gelderland 51°45′15″N 5°09′15″E / 51.75417°N 5.15417°E   |       |
| Grad Nijenbeek            | Voorst, Gelderland 52°11′12″N 6°09′42″E / 52.18667°N 6.16167°E        |       |
| Grad Ophemert             | Ophemert, Gelderland 51°50′53″N 5°23′26″E / 51.84806°N 5.39056°E      |       |
| Grad Poelwijk             | Gendt, Gelderland 51°52′19″N 5°57′55″E / 51.87194°N 5.96528°E         |       |
| Grad Rosendael            | Rozendaal, Gelderland 52°00′34″N 5°57′52″E / 52.00944°N 5.96444°E     |       |
| Grad Ruurlo               | Ruurlo, Gelderland 52°04′44″N 6°26′42″E / 52.07889°N 6.44500°E        |       |
| Grad Ryswyk               | Groessen, Gelderland 51°55′37″N 6°01′59″E / 51.92694°N 6.03306°E      |       |
| Grad Slangenburg          | Doetinchem, Gelderland 51°57′38″N 6°21′39″E / 51.96056°N 6.36083°E    |       |
| Grad Valkhof              | Nijmegen, Gelderland 51°50′52″N 5°52′15″E / 51.84778°N 5.87083°E      |       |
| Grad Vorden               | Vorden, Gelderland 52°06′05″N 6°19′21″E / 52.10139°N 6.32250°E        |       |
| Grad Waardenburg          | Waardenburg, Gelderland 51°49′54″N 5°15′59″E / 51.83167°N 5.26639°E   |       |
| Grad Wageningen           | Wageningen, Gelderland 51°57′59″N 5°40′01″E / 51.96639°N 5.66694°E    |       |
| Grad Waliën               | Winterswijk, Gelderland 51°59′30″N 6°44′06″E / 51.99167°N 6.73500°E   |       |
| Grad Wisch Dvorec Terborg | Terborg, Gelderland 51°55′03″N 6°21′23″E / 51.91750°N 6.35639°E       |       |
| Grad Wijenburg            | Echteld, Gelderland 51°54′34″N 5°30′01″E / 51.90944°N 5.50028°E       |       |

### Groningen
Glej Seznam borgov v Groningenu (provinci)

### Limburg
| Grad              | Čas izgradnje                                                          | Lokacija                                                                    | Slika |
| ----------------- | ---------------------------------------------------------------------- | --------------------------------------------------------------------------- | ----- |
| Grad Baarlo       |                                                                        | Maasbree, Limburg 51°19′44″N 6°05′58″E / 51.32889°N 6.09944°E               |       |
| Grad Bleijenbeek  |                                                                        | Bleijenbeek, Limburg 51°38′06″N 6°03′05″E / 51.63500°N 6.05139°E            |       |
| Grad Neercanne    |                                                                        | Maastricht, Limburg 50°49′07.9″N 5°40′03″E / 50.818861°N 5.66750°E          |       |
| Grad St. Gerlach  |                                                                        | Houthem, Limburg 50°52′10.4″N 5°47′57.7″E / 50.869556°N 5.799361°E          |       |
| Grad Genhoes      |                                                                        | Oud-Valkenburg, Limburg 50°51′20″N 5°51′22″E / 50.85556°N 5.85611°E         |       |
| Grad Hillenraad   | pozno 14, stoletje z dograditvami (npr. stolpov) v 17. in 18. stoletju | Swalmen, Limburg 51°13′18″N 6°2′03″E / 51.22167°N 6.03417°E                 |       |
| Grad Hoensbroek   |                                                                        | Hoensbroek, Limburg 50°55′01″N 5°55′05″E / 50.91694°N 5.91806°E             |       |
| Grad Jansgeleen   |                                                                        | Spaubeek, Limburg 50°56′00″N 5°51′00″E / 50.93333°N 5.85000°E               |       |
| Trdnjava Heerlen  |                                                                        | Heerlen, Limburg 50°53′16″N 5°58′49″E / 50.88778°N 5.98028°E                |       |
| Grad Mheer        |                                                                        | Mheer, Limburg 50°46′49″N 5°47′27″E / 50.78028°N 5.79083°E                  |       |
| Grad Ouborg       | okoli 1300                                                             | Swalmen, Limburg 51°13′54″N 6°1′32″E / 51.23167°N 6.02556°E                 |       |
| Grad Rivieren     |                                                                        | Voerendaal, Limburg 50°53′50″N 5°55′28″E / 50.89722°N 5.92444°E             |       |
| Grad Schaloen     |                                                                        | Oud-Valkenburg, Limburg 50°51′25″N 5°51′03″E / 50.85694°N 5.85083°E         |       |
| Grad Ter Worm     |                                                                        | Heerlen, Limburg 50°53′22″N 5°56′59″E / 50.88944°N 5.94972°E                |       |
| Grad Valkenburg   |                                                                        | Valkenburg aan de Geul, Limburg 50°51′43″N 5°49′52″E / 50.86194°N 5.83111°E |       |
| Grad Well         |                                                                        | Well, Limburg 51°33′9″N 6°5′20″E / 51.55250°N 6.08889°E                     |       |
| Grad Wijnandsrade |                                                                        | Wijnandsrade, Limburg 50°54′8.99″N 5°52′59.96″E / 50.9024972°N 5.8833222°E  |       |
| Grad Wittem       |                                                                        | Wittem, Limburg 50°48′50″N 5°54′36″E / 50.81389°N 5.91000°E                 |       |

### Severni Brabant
| Grad                      | Lokacija                                                                    | Slika |
| ------------------------- | --------------------------------------------------------------------------- | ----- |
| Grad Aldendriel           | Mill, Severni Brabant 51°41′14.54″N 5°47′17.83″E / 51.6873722°N 5.7882861°E |       |
| Veliki grad (Groot Kastel | Deurne, Severni Brabant 51°28′11″N 5°48′10″E / 51.46972°N 5.80278°E         |       |
| Grad Bouvigne             | Breda, Severni Brabant 51°33′45″N 4°47′00″E / 51.56250°N 4.78333°E          |       |
| Grad Breda                | Breda, Severni Brabant 51°35′17″N 4°46′19″E / 51.58806°N 4.77194°E          |       |
| Grad Croy                 | Aarle-Rixtel, Severni Brabant 51°30′00″N 5°37′27″E / 51.50000°N 5.62417°E   |       |
| Grad Dussen               | Werkendam, Severni Brabant 51°44′02″N 4°58′10″E / 51.73389°N 4.96944°E      |       |
| Grad Dommelrode           | Sint-Oedenrode, Severni Brabant 51°33′36″N 5°27′40″E / 51.56000°N 5.46111°E |       |
| Grad Geldrop              | Geldrop-Mierlo, Severni Brabant 51°25′29″N 5°33′35″E / 51.42472°N 5.55972°E |       |
| Grad Heeswijk             | Heeswijk, Severni Brabant 51°39′21″N 5°26′26″E / 51.65583°N 5.44056°E       |       |
| Grad Heeze Grad Eymerick  | Heeze, Severni Brabant 51°22′52″N 5°35′15″E / 51.38111°N 5.58750°E          |       |
| Grad Henkenshage          | Sint-Oedenrode, Severni Brabant 51°33′32″N 5°27′23″E / 51.55889°N 5.45639°E |       |
| Grad Helmond              | Helmond, Severni Brabant 51°28′37″N 5°39′10″E / 51.47694°N 5.65278°E        |       |
| Grad Maurick              | Vught, Severni Brabant 51°39′31″N 5°18′20″E / 51.65861°N 5.30556°E          |       |
| Grad Nemerlaer            | Haaren, Severni Brabant 51°35′21″N 5°13′54″E / 51.58917°N 5.23167°E         |       |
| Grad Loon op Zand         | Loon op Zand, Severni Brabant 51°37′28″N 5°04′28″E / 51.62444°N 5.07444°E   |       |
| Grad Onsenoort            | Nieuwkuijk, Severni Brabant 51°42′07″N 5°11′25″E / 51.70194°N 5.19028°E     |       |
| Mali grad, Deurne         | Deurne, Severni Brabant 51°28′24″N 5°48′15″E / 51.47333°N 5.80417°E         |       |
| Grad Stapelen             | Boxtel, Severni Brabant 51°34′59″N 5°19′27″E / 51.58306°N 5.32417°E         |       |
| Grad Strijen              | Oosterhout, Severni Brabant 51°39′19″N 4°51′32″E / 51.65528°N 4.85889°E     |       |
| Grad Tongelaar            | Beers, Severni Brabant 51°42′47″N 5°46′48″E / 51.71306°N 5.78000°E          |       |
| Grad Zwijnsbergen         | Helvoirt, North Brabant 51°38′32″N 5°13′19″E / 51.64222°N 5.22194°E         |       |

### Severna Holandija
| Grad                     | Lokacija                                                                          | Slika |
| ------------------------ | --------------------------------------------------------------------------------- | ----- |
| Grad Assumburg           | Heemskerk, Severna Holandija 52°30′18″N 4°41′07″E / 52.50500°N 4.68528°E          |       |
| Grad Brederode           | Santpoort, Severna Holandija 52°25′31″N 4°37′21″E / 52.42528°N 4.62250°E          |       |
| Grad Kleef               | Haarlem, Severna Holandija 52°23′44″N 4°38′13″E / 52.39556°N 4.63694°E            |       |
| Grad Egmond (temelji)    | Egmond aan den Hoef, Severna Holandija                                            |       |
| Grad Heemstede           | Heemstede, Severna Holandija 52°20′23″N 4°37′53″E / 52.33972°N 4.63139°E          |       |
| Grad Ilpenstein          | Ilpendam, Severna Holandija 52°27′52″N 4°57′27″E / 52.46444°N 4.95750°E           |       |
| Grad Marquette           | Heemskerk, Severna Holandija 52°31′16″N 4°40′4″E / 52.52111°N 4.66778°E           |       |
| Grad Muider (Muiderslot) | Muiden, Severna Holandija 52°20′03″N 5°04′17″E / 52.33417°N 5.07139°E             |       |
| Grad Nederhorst          | Nederhorst den Berg, Severna Holandija 52°15′42″N 5°2′31″E / 52.26167°N 5.04194°E |       |
| Grad Radboud             | Medemblik, Severna Holandija 52°46′21″N 5°06′47″E / 52.77250°N 5.11306°E          |       |

### Overijssel
| Grad             | Lokacija                                                        | Slika |
| ---------------- | --------------------------------------------------------------- | ----- |
| Grad Almelo      | Almelo, Overijssel 52°21′29″N 6°40′18″E / 52.35806°N 6.67167°E  |       |
| Grad Rechteren   | Dalfsen, Overijssel 52°29′52″N 6°17′20″E / 52.49778°N 6.28889°E |       |
| Grad Twickel     | Delden, Overijssel 52°15′59″N 6°42′54″E / 52.26639°N 6.71500°E  |       |
| Grad Waardenborg | Holten, Overijssel 52°16′53″N 6°25′07″E / 52.28139°N 6.41861°E  |       |

### Južna Holandija
| Grad                   | Lokacija                                                                            | Slika |
| ---------------------- | ----------------------------------------------------------------------------------- | ----- |
| Grad Dever             | Lisse, Južna Holandija 52°14′56″N 4°32′51″E / 52.24889°N 4.54750°E                  |       |
| Grad Duivenvoorde      | Voorschoten, Južna Holandija 52°06′41″N 4°25′03″E / 52.11139°N 4.41750°E            |       |
| Grad Groot Poelgeest   | Koudekerk aan den Rijn, Južna Holandija 52°07′59″N 4°35′39″E / 52.13306°N 4.59417°E |       |
| Grad Burcht van Leiden | Leiden, Južna Holandija 52°09′32″N 4°29′33″E / 52.15889°N 4.49250°E                 |       |
| Grad Polanen           | Monster, Južna Holandija 52°01′49.8″N 4°11′45.5″E / 52.030500°N 4.195972°E          |       |
| Grad Rhoon             | Rhoon, Južna Holandija 51°51′37″N 4°25′05″E / 51.86028°N 4.41806°E                  |       |
| Grad Teylingen         | Voorhout, Južna Holandija 52°13′52″N 4°31′09″E / 52.23111°N 4.51917°E               |       |
| Grad Valkestejn        | Poortugaal, Južna Holandija 51°52′06″N 4°24′28″E / 51.86833°N 4.40778°E             |       |

### Utrecht
Glej tudi Seznam dvorcev v Utrechtu
| Grad                         | Lokacija                                                                | Slika |
| ---------------------------- | ----------------------------------------------------------------------- | ----- |
| Grad Abcoude                 | Abcoude, Utrecht 51°15′46″N 4°58′29″E / 51.26278°N 4.97472°E            |       |
| Grad Amerongen               | Amerongen, Utrecht 51°59′44″N 5°27′31″E / 51.99556°N 5.45861°E          |       |
| Grad Batestein               | Vianen, Utrecht 51°59′45″N 5°5′30″E / 51.99583°N 5.09167°E              |       |
| Grad Beesde Grad Cammingha   | Bunnik, Utrecht 52°04′19″N 5°11′46″E / 52.07194°N 5.19611°E             |       |
| Grad Beverweerd              | Werkhoven, Utrecht 52°01′55″N 5°15′00″E / 52.03194°N 5.25000°E          |       |
| Grad Bolenstein              | Maarssen, Utrecht 52°08′24″N 5°02′11″E / 52.14000°N 5.03639°E           |       |
| Grad Doorn                   | Doorn, Utrecht 52°01′53″N 5°20′19″E / 52.03139°N 5.33861°E              |       |
| Grad Drakensteyn             | Lage Vuursche, Utrecht 52°10′47″N 5°13′38″E / 52.17972°N 5.22722°E      |       |
| Grad Duurstede               | Wijk bij Duurstede, Utrecht 51°58′10″N 5°20′36″E / 51.96944°N 5.34333°E |       |
| Grad De Haar                 | Vleuten, Utrecht 52°07′17″N 4°59′11″E / 52.12139°N 4.98639°E            |       |
| Grad Gunterstein             | Breukelen, Utrecht 52°10′20″N 5°0′21″E / 52.17222°N 5.00583°E           |       |
| Grad Hamtoren (Grad Den Ham) | Vleuten, Utrecht 52°06′20″N 4°59′44″E / 52.10556°N 4.99556°E            |       |
| Grad Hardenbroek             | Driebergen, Utrecht 52°00′39″N 5°17′01″E / 52.01083°N 5.28361°E         |       |
| Grad Harmelen                | Harmelen, Utrecht 52°05′46″N 4°58′03″E / 52.09611°N 4.96750°E           |       |
| Grad Hinderstein             | Langbroek, Utrecht 52°00′52″N 5°18′40″E / 52.01444°N 5.31111°E          |       |
| Grad Loenersloot             | Loenersloot, Utrecht 52°13′46″N 4°59′49″E / 52.22944°N 4.99694°E        |       |
| Grad Lunenburg               | Langbroek, Utrecht 52°00′43″N 5°19′12″E / 52.01194°N 5.32000°E          |       |
| Grad Montfoort               | Montfoort, Utrecht 52°02′40″N 4°56′59″E / 52.04444°N 4.94972°E          |       |
| Grad Moersbergen             | Doorn, Utrecht 52°01′37″N 5°19′11″E / 52.02694°N 5.31972°E              |       |
| Grad Nijenrode               | Breukelen, Utecht 52°09′49″N 5°00′33″E / 52.16361°N 5.00917°E           |       |
| Grad Sterkenburg             | Sterkenburg, Utrecht 52°01′24″N 5°17′01″E / 52.02333°N 5.28361°E        |       |
| Grad Ter Horst               | Achterberg, pri Rhenenu, 51°58′11″N 5°36′2″E / 51.96972°N 5.60056°E     |       |
| Grad Vredenburg              | Utrecht (city), Utrecht 52°05′33″N 5°06′50″E / 52.09250°N 5.11389°E     |       |
| Grad Woerden                 | Woerden, Utrecht 52°05′06″N 4°53′17″E / 52.08500°N 4.88806°E            |       |
| Grad Zuylen                  | Oud-Zuilen, Utrecht 52°04′37″N 5°04′23″E / 52.07694°N 5.07306°E         |       |

### Zeeland
| Grad            | Lokacija                                                          | Slika |
| --------------- | ----------------------------------------------------------------- | ----- |
| Grad Baarland   | Baarland, Zeeland 51°24′31″N 3°53′13″E / 51.408633°N 3.886885°E   |       |
| Grad Haamstede  | Haamstede, Zeeland 51°41′51″N 3°44′30″E / 51.69750°N 3.74167°E    |       |
| Grad Hellenburg | Baarland, Zeeland 51°24′32″N 3°52′46″E / 51.40889°N 3.87944°E     |       |
| Grad Moermond   | Renesse, Zeeland 51°44′00″N 3°47′11″E / 51.73333°N 3.78639°E      |       |
| Grad Sabbinge   | Oud-Sabbinge, Zeeland 51°31′56″N 3°47′58″E / 51.53222°N 3.79944°E |       |
| Grad Westhove   | Domburg, Zeeland 51°34′10″N 3°31′19″E / 51.56944°N 3.52194°E      |       |